# بارگر-اوستورولد
بارگر-اوستورولد (به هلندی: Barger-Oosterveld) یک منطقهٔ مسکونی در هلند است که در امن (درنته) واقع شده‌است.